# Gaspare Messina
Gaspare Messina (Salemi, Sicilia, 7 de agosto de 1879 - Sommerville, Massachusetts, 15 de junio de 1957) fue un criminal italoestadounidense. Fue el fundador de la mafia de Nueva Inglaterra que más tarde se conocería como la familia del crimen Patriarca. Emigró a Brooklyn desde Sicilia con su esposa en 1905. Messina y su familia llegaron a Boston en 1915 y se retiró como jefe de la Mafia de Boston en 1932. Le sucedió Phil Buccola. Messina murió el 15 de junio de 1957 en Somerville, Massachusetts.

## Primeros años
Gaspare Messina nació el 7 de agosto de 1879 en Salemi, Sicilia, hijo de Luciano Messina y su esposa, Gaspara Clementi. Gaspare se casó con Francesca Riggio el 4 de noviembre de 1905 en Salemi. Ese mismo mes, la pareja emigró a Estados Unidos y llegó al puerto de Nueva York el 25 de noviembre de 1905 para pasar una larga luna de miel. La pareja se instaló en el barrio de Williamsburg, en Brooklyn, y decidió quedarse en Estados Unidos de forma permanente. Mientras vivía en Brooklyn con una familia en crecimiento, Messina abrió una panadería y se unió a la mafia local que más tarde se conocería como la familia criminal Bonanno.

## Boston
En 1915, Messina y su familia se trasladaron a  Boston. Allí abrió una nueva panadería y pronto fue reconocido como el jefe de la mafia local de origen siciliano Se desconocen las circunstancias exactas de la formación de su familia criminal y de su ascenso a jefe. Lo único cierto es que llegó a Boston en 1915, y en Nicola Gentile recordaba haber sido invitado a un banquete en su honor en 1921 por Messina, el jefe de la mafia local de Boston.
En 1923, el Servicio Secreto de Estados Unidos encontró pruebas de la implicación de Messina en una trama de falsificación cuando detuvo a Salvatore Leonardi, al encontrar en su poder una carta dirigida a Messina y descubrir que éste había enviado un giro postal de 100 dólares a los líderes de la trama. Más de cincuenta personas fueron detenidas por estar implicadas en la trama de distribución de medio millón de dólares en billetes falsos de 10 dólares del Banco de la Reserva Federal de Boston. Messina nunca fue acusado, pero realizó un largo viaje a Sicilia y regresó en diciembre de 1924.
En 1925, Messina era presidente de una empresa mayorista de comestibles llamada G. Messina & Company. Uno de sus socios en el negocio, Frank Cucchiara, fue arrestado el 26 de marzo de 1925 por posesión de armas, seis cartuchos de dinamita y 96 onzas de morfina. Ese mismo año, Cucchiara fue multado con 50 dólares por gestionar una lotería ilegal.
Hacia 1927, Messina y su familia se trasladaron al cercano suburbio de Somerville.
En una reunión celebrada en Boston en diciembre de 1930, Messina fue elegido capo di capi temporal por sus compañeros mafiosos, tras despojar del título a Joe Masseria durante la lucha de éste con su rival Salvatore Maranzano, conocida como la Guerra de Castellammarese. Maranzano adquirió el título tras salir victorioso del conflicto.

## Muerte
Según un dispositivo de escucha del FBI colocado en el despacho de Raymond Patriarca, Messina dimitió como jefe en 1932 y fue sustituido por Phil Buccola. Tras su jubilación, mantuvo un papel de "asesor" de sus sucesores. Messina murió el 15 de junio de 1957 en Somerville, Massachusetts.